# Trigger Heart Exelica
Trigger Heart Exelica (トリガーハート エグゼリカ?, Torigā Hāto Eguzerika) è uno sparatutto sviluppato dalla Warashi, gli stessi creatori di Shienryu per il Sega Saturn e la PlayStation. È uscito nelle sale giochi giapponesi nella prima metà del 2006. Il gioco è stato sviluppato per l'hardware SEGA Naomi.
Lo scopo del gioco è quello di pilotare uno di due veicoli antropomorfi nei cinque livelli del gioco. I giocatori possono sparare anche ancore per catturare navi nemiche, e poi utilizzare l'unità catturata come scudo o lanciarla per infliggere danni maggiori. Come in Zanac, la difficoltà del gioco viene aggiustata dinamicamente in base all'abilità del giocatore.

## Versione Dreamcast
Warashi ha convertito il gioco per il Dreamcast.
La versione Dreamcast dispone di una modalità storia e di un arrange mode. L'Arrange mode ha un livello di difficoltà maggiore e non è possibile utilizzare i continue.
Vi sono due versioni distinte del gioco: la versione normale e una limited edition, che include la colonna sonora e una guida. Le prime copie ordinate tramite Sega Direct includevano anche una carta telefonica e un poster.

## Accoglienza
Recensione della rivista Famitsū della versione Dreamcast: 
7, 6, 6, 6 - (25/40)